# Carex hallii
Carex hallii är en halvgräsart som beskrevs av Stephen Thayer Olney. Carex hallii ingår i släktet starrar, och familjen halvgräs. Inga underarter finns listade i Catalogue of Life.